# Delavan (Wisconsin)
Pour les articles homonymes, voir Delavan.
Delavan est une ville américaine située dans le comté de Walworth, au Wisconsin. Selon le recensement de 2010, sa population est de 8 463 habitants.¨

## Curiosités
Les rivages du lac Delavan sont connus pour avoir été l'objet de la découverte de squelettes humains géants dans les années 1910.